# Kaupifalco monogrammicus
El busardo gavilán (Kaupifalco monogrammicus) es una especie de ave accipitriforme de la familia Accipitridae y es el único miembro del género Kaupifalco. 
Habita los bosques tropicales abiertos en África al sur del Sahara, incluyendo Angola, Benín, Botsuana, Burkina Faso, Burundi, Camerún, República Centroafricana, Chad, Congo, República Democrática del Congo, Costa de Marfil, Guinea Ecuatorial, Etiopía, Gabón, Gambia, Ghana, Guinea , Guinea-Bissau, Kenia, Liberia, Malaui, Malí, Mozambique, Namibia, Níger , Nigeria, Ruanda, Senegal, Sierra Leona, Somalia, Sudáfrica, Sudán, Suazilandia , Tanzania, Togo, Uganda, Zambia, Zimbabue.